# Brontotheriidae
Brontotheriidae, também conhecida como Titanotheriidae, era uma família de mamíferos pré-históricos pertencente à ordem Perissodactyla, a mesma dos cavalos, rinocerontes e tapires. Apesar dos brontotérios estarem, provavelmente, mais relacionados com os cavalos, externamente eram mais semelhantes a rinocerontes (apesar de não o serem). Viveram entre 56-34 milhões de anos atrás, entre o Eoceno inferior e superior.

## Taxonomia
| Classificação antiga (resumida por McKenna e Bell, 1997) | Nova Classificação (Mihlbachler et al., 2004a, 2004b; Mihlbachler, 2005) |
| --- | --- |
| - Família Brontotheriidae - Pakotitanops incertae sedis, do Paquistão - Nanotitanops incertae sedis, da Ásia - Subfamília Lambdotheriinae - Lambdotherium, da América do Norte - Xenicohippus, da América do Norte - Subfamília Palaeosyopinae - Palaeosyops (incluindo o Eotitanops), da América do Norte, 0.5 m de altura - Mulkrajanops, do Paquistão, 1.25 m de altura - Subfamília Dolichorhininae - Metarhinus, da América do Norte, 1 m de altura - Sphenocoelus, da América do Norte, 1.25 m de altura - Mesatirhinus, da América do Norte, 1 m de altura - Subfamília Brontotheriinae - Duchesneodus, da América do Norte - Brontotherium, da América do Norte - Megacerops, da América do Norte, 2.5 m de altura - Subfamília Embolotheriinae - Titanodectes, da Ásia - Embolotherium, da Mongólia, 2.5 m de altura - Protembolotherium, da Mongólia exterior, 2 m de altura - Subfamília Brontopinae - Brachydiastematherium, da Europa de Leste, 2 m de altura - Pachytitan, da Mongólia interior, 2 m de altura - Dianotitan, da China, 2 m de altura - Gnathotitan, da Mongólia interior, 2.5 m de altura - Microtitan, da Mongólia interior, 0.75 m de altura - Epimanteoceras, da Mongólia interior, 2 m de altura - Protitan, da Mongólia interior, 2 m de altura - Rhinotitan, da Mongólia interior, 2.5 m de altura - Metatitan, da Mongólia, 1.5 m de altura - Protitanotherium, da América do Norte, 2 m de altura - Parabrontops, da Mongólia, 2 m de altura - Oreinotherium, da América do Norte - Brontops, da América do Norte - Protitanops, da América do Norte, 2 m de altura - Pygmaetitan, da China, 0.5 m de altura - Subfamília Telmatheriinae - Acrotitan, da Mongólia interior, 0.3 m de altura - Desmatotitan, da Mongólia interior, 1.25 m de altura - Arctotitan, da China - Hyotitan, da Mongólia interior, 2.2 m de altura - Sthenodectes, da América do Norte, 1.25 m de altura - Telmatherium (incluindo o Metatelmatherium), da América do Norte e da Mongólia interior, 1.5 m de altura - Sivatitanops, da Asia e Europa - Subfamília Menodontinae - Diplacodon, da América do Norte , 2 m de altura - Eotitanotherium, da América do Norte - Notiotitanops, da América do Norte , 2 m de altura - Menodus, da Europa e América do Norte - Ateleodon, da América do Norte | - Família Brontotheriidae - Pakotitanops incertae sedis, do Paquistão - Mulkrajanops incertae sedis, do Paquistão, 1.25 m de altura - Eotitanops, da América do Norte, 0.5 m de altura - Palaeosyops, da América do Norte, 1 m de altura - Subfamília Brontotheriinae - Bunobrontops, da Ásia - Mesatirhinus, da América do Norte, 1 m de altura - Dolichorhinus, da América do Norte, 1.25 m de altura - Sphenocoelus, da América do Norte, 1.25 m de altura - Desmatotitan, da Mongólia interior, 1.25 m de altura - Fossendorhinus, da América do Norte - Metarhinus, da América do Norte, 1 m de altura - Microtitan, da Mongólia interior, 0.75 m de altura - Sthenodectes, da América do Norte, 1.25 m de altura - Telmatherium, da América do Norte, 1.25 m de altura - Metatelmatherium, da América do Norte and Inner Mongolia, 1.25 m de altura - Epimanteoceras, da Mongólia interior, 2 m de altura - Hyotitan incertae sedis, da Mongólia interior, 2.2 m de altura - Nanotitanops incertae sedis, da Ásia - Pygmaetitan incertae sedis, da China, 0.5 m de altura - Acrotitan incertae sedis, da Mongólia interior, 0.3 m de altura - Arctotitan incertae sedis, da China - Qufutitan incertae sedis, da China - Tribo Brontotheriini - Protitan, da Mongólia interior, 2 m de altura - Protitanotherium, da América do Norte, 2 m de altura - Rhinotitan, da Mongólia interior, 2.5 m de altura - Diplacodon (incluindo o Eotitanotherium), da América do Norte, 2 m de altura - Pachytitan, da Mongólia interior, 2 m de altura - Brachydiastematherium, da Europa de Leste, 2 m de altura - Sivatitanops, da Ásia e Europa - Subtribo Embolotheriina - Gnathotitan, da Mongólia interior, 2.5 m de altura - Aktautitan, do Cazaquistão, 2.5 m de altura - Metatitan, da Mongólia, 1.5 m de altura - Nasamplus, da Mongólia interior - Protembolotherium, da Mongólia exterior, 2 m de altura - Embolotherium (incluindo o Titanodectes), da Mongólia, 2.5 m de altura - Subtribo Brontotheriina - Parabrontops, da Mongólia, 2 m de altura - Protitanops, da América do Norte, 2 m de altura - Notiotitanops, da América do Norte, 2 m de altura - Dianotitan, da China, 2 m de altura - Duchesneodus, da América do Norte - Megacerops (incluindo o Menodus, Brontotherium, Brontops, Menops, Ateleodon, e Oreinotherium), da América do Norte, 2.5 m de altura |